# Phanerotoma nitidiventris
Phanerotoma nitidiventris är en stekelart som beskrevs av Herbert Zettel 1990. Phanerotoma nitidiventris ingår i släktet Phanerotoma och familjen bracksteklar. Inga underarter finns listade i Catalogue of Life.